# Seznam premiérů Bulharska
Toto je seznam premiérů Bulharska od založení moderního bulharského státu v roce 1878.

## Bulharské knížectví (1878–1908)
| Pořadí | Portrét | Jméno (narození–úmrtí)       | Nástup do úřadu   | Odchod z úřadu    | Doba v úřadu    | Strana                          | Volby                    | Vláda            |
| ------ | ------- | ---------------------------- | ----------------- | ----------------- | --------------- | ------------------------------- | ------------------------ | ---------------- |
| 1      |         | Todor Burmov 1834–1906       | 17. července 1879 | 6. prosince 1879  | 142 dní         | Konzervativní strana            | 1879 I                   | Burmov           |
| 2      |         | Kliment Tarnovský 1841–1901  | 6. prosince 1879  | 7. dubna 1880     | 123 dní         | Konzervativní strana            | —                        | Kliment I        |
| 3      |         | Dragan Cankov 1828–1911      | 7. dubna 1880     | 10. prosince 1880 | 247 dní         | Liberální strana                | 1879 II                  | D. Cankov I      |
| 4      |         | Petko Karavelov 1843–1903    | 10. prosince 1880 | 9. května 1881    | 150 dní         | Liberální strana                | 1881 I                   | Karavelov I      |
| 5      |         | Johan Ehrnrooth 1833–1913    | 9. května 1881    | 13. července 1881 | 65 dní          | Ruská imperiální armáda         | 1881 II                  | Ehrnrooth        |
| 6      |         | Leonid Sobolev 1844–1913     | 5. července 1882  | 19. září 1883     | 1 rok, 76 dní   | Ruská imperiální armáda         | 1882                     | Sobolev          |
| (3)    |         | Dragan Cankov 1828–1911      | 19. září 1883     | 11. července 1884 | 296 dní         | Liberální strana                | 1884                     | D. Cankov II–III |
| (4)    |         | Petko Karavelov 1843–1903    | 11. července 1884 | 21. srpna 1886    | 2 roky, 41 dní  | Liberální strana                | —                        | Karavelov II     |
| (2)    |         | Kliment Tarnovský 1841–1901  | 21. srpna 1886    | 24. srpna 1886    | 3 dny           | Konzervativní strana            | —                        | Kliment II       |
| (4)    |         | Petko Karavelov 1843–1903    | 24. srpna 1886    | 28. srpna 1886    | 4 dny           | Liberální strana                | —                        | Karavelov III    |
| 7      |         | Vasil Radoslavov 1854–1929   | 28. srpna 1886    | 10. července 1887 | 316 dní         | Liberální strana                | 1886                     | Radoslavov I     |
| 8      |         | Konstantin Stoilov 1853–1901 | 10. července 1887 | 1. září 1887      | 53 dní          | Konzervativní strana            | —                        | Stoilov I        |
| 9      |         | Stefan Stambolov 1854–1895   | 1. září 1887      | 31. května 1894   | 6 let, 272 dní  | Lidověliberální strana          | 1887 1890 1893 I 1893 II | Stambolov        |
| (8)    |         | Konstantin Stoilov 1853–1901 | 31. května 1894   | 30. ledna 1899    | 4 roky, 244 dní | Lidová strana                   | 1894 1896                | Stoilov II–III   |
| 10     |         | Dimitar Grekov 1847–1901     | 30. ledna 1899    | 13. října 1899    | 256 dní         | Lidověliberální strana          | 1899                     | Grekov           |
| 11     |         | Todor Ivančov 1858–1905      | 13. října 1899    | 25. ledna 1901    | 1 rok, 104 dní  | Liberální strana (Radoslavisti) | —                        | Ivančov I–II     |
| 12     |         | Račo Petrov 1861–1942        | 25. ledna 1901    | 5. března 1901    | 39 dní          | nestraník                       | 1901                     | Petrov I         |
| (4)    |         | Petko Karavelov 1843–1903    | 5. března 1901    | 4. ledna 1902     | 305 dní         | Demokratická strana             | —                        | Karavelov IV     |
| 13     |         | Stojan Danev 1858–1949       | 4. ledna 1902     | 19. května 1903   | 1 rok, 135 dní  | Pokroková liberální strana      | 1902                     | Danev I–III      |
| (12)   |         | Račo Petrov 1861–1942        | 19. května 1903   | 5. listopadu 1906 | 3 roky, 170 dní | nestraník                       | 1903                     | Petrov II        |
| 14     |         | Dimitar Petkov 1858–1907     | 5. listopadu 1906 | 11. března 1907 † | 126 dní         | Lidověliberální strana          | —                        | Petkov           |
| 15     |         | Dimitar Stančov 1863–1940    | 12. března 1907   | 16. března 1907   | 4 dny           | nestraník                       | —                        | Stančov          |
| 16     |         | Petar Gudev 1863–1932        | 16. března 1907   | 29. ledna 1908    | 319 dní         | Lidověliberální strana          | —                        | Gudev            |
| 17     |         | Aleksandyr Malinov 1867–1938 | 29. ledna 1908    | 5. října 1908     | 250 dní         | Demokratická strana             | 1908                     | Malinov I        |

## Bulharské království (1908–1946)
| Pořadí | Portrét | Jméno (narození–úmrtí)            | Nástup do úřadu    | Odchod z úřadu     | Doba v úřadu     | Strana                            | Volby            | Vláda             |
| ------ | ------- | --------------------------------- | ------------------ | ------------------ | ---------------- | --------------------------------- | ---------------- | ----------------- |
| 17     |         | Aleksandyr Malinov 1867–1938      | 5. října 1908      | 29. března 1911    | 2 roky, 175 dní  | Demokratická strana               | —                | Malinov I–II      |
| 18     |         | Ivan Gešov 1849–1924              | 29. března 1911    | 14. června 1913    | 2 roky, 77 days  | Lidová strana                     | 1911 I 1911 II   | Gešov             |
| (13)   |         | Stojan Danev 1858–1949            | 14. června 1913    | 17. července 1913  | 33 dní           | Pokroková liberální strana        | —                | Danev IV          |
| (7)    |         | Vasil Radoslavov 1854–1929        | 17. července 1913  | 21. června 1918    | 4 roky, 339 days | Liberální strana (Radoslavisti)   | 1913 1914        | Radoslavov II–III |
| (17)   |         | Aleksandyr Malinov 1867–1938      | 21. června 1918    | 28. listopadu 1918 | 160 dní          | Demokratická strana               | —                | Malinov III–IV    |
| 19     |         | Teodor Teodorov 1869–1924         | 28. listopadu 1918 | 6. října 1919      | 312 dní          | Lidová strana                     | —                | Teodorov I–II     |
| 20     |         | Aleksandar Stambolijski 1879–1923 | 6. října 1919      | 9. června 1923     | 3 roky, 246 dní  | Bulharský zemědělský národní svaz | 1919 1920 1923 I | Stambolijski I–II |
| 21     |         | Aleksandar Cankov 1879–1959       | 9. června 1923     | 4. ledna 1926      | 2 roky, 209 dní  | Demokratická aliance              | 1923 II          | A. Cankov I–II    |
| 22     |         | Andrej Ljapčev 1866–1933          | 4. ledna 1926      | 29. června 1931    | 5 let, 176 dní   | Demokratická aliance              | 1927             | Ljapčev I–III     |
| (17)   |         | Aleksandyr Malinov 1867–1938      | 29. června 1931    | 12. října 1931     | 105 dní          | Demokratická strana               | 1931             | Malinov V         |
| 23     |         | Nikola Mušanov 1872–1951          | 12. října 1931     | 19. května 1934    | 2 roky, 219 dní  | Demokratická strana               | —                | Mušanov I–III     |
| 24     |         | Kimon Georgiev 1882–1969          | 19. května 1934    | 22. ledna 1935     | 248 dní          | nestraník                         | —                | Georgiev I        |
| 25     |         | Penčo Zlatev 1881–1948            | 22. ledna 1935     | 21. dubna 1935     | 89 dní           | Bulharská armáda                  | —                | Zlatev            |
| 26     |         | Andrej Tošev 1867–1944            | 21. dubna 1935     | 23. listopadu 1935 | 216 dní          | nestraník                         | —                | Tošev             |
| 27     |         | Georgi Kjoseivanov 1884–1960      | 23. listopadu 1935 | 16. února 1940     | 4 roky, 85 dní   | nestraník                         | 1938 1939        | Kjoseivanov I–IV  |
| 28     |         | Bogdan Filov 1883–1945            | 16. února 1940     | 9. září 1943       | 3 roky, 205 dní  | nestraník                         | —                | Filov I–II        |
| 29     |         | Dobri Božilov 1884–1945           | 14. září 1943      | 1. června 1944     | 261 dní          | nestraník                         | —                | Božilov           |
| 30     |         | Ivan Bagrjanov 1891–1945          | 1. června 1944     | 2. září 1944       | 93 dní           | nestraník                         | —                | Bagrjanov         |
| 31     |         | Konstantin Muraviev 1893–1965     | 2. září 1944       | 9. září 1944       | 7 dní            | Bulharský zemědělský národní svaz | —                | Muraviev          |
| (24)   |         | Kimon Georgiev 1882–1969          | 9. září 1944       | 15. září 1946      | 2 roky, 6 dní    | Zveno                             | 1945             | Georgiev II–III   |

## Bulharská lidová republika (1946–1990)
| Pořadí | Portrét                        | Jméno (narození–úmrtí)    | Nástup do úřadu    | Odchod z úřadu     | Doba v úřadu    | Strana                        | Volby     | Vláda         |
| ------ | ------------------------------ | ------------------------- | ------------------ | ------------------ | --------------- | ----------------------------- | --------- | ------------- |
| (24)   |                                | Kimon Georgiev 1882–1969  | 15. září 1946      | 23. listopadu 1946 | 69 dní          | Zveno                         | —         | Georgiev III  |
| 32     |                                | Georgi Dimitrov 1882–1949 | 23. listopadu 1946 | 2. července 1949 † | 2 roky, 221 dní | Bulharská komunistická strana | 1946      | Dimitrov I–II |
| 33     |                                | Vasil Kolarov 1877–1950   | 2. července 1949   | 23. ledna 1950 †   | 205 dní         | Bulharská komunistická strana | 1949      | Kolarov I–II  |
| 34     |                                | Valko Červenkov 1900–1980 | 23. ledna 1950     | 17. dubna 1956     | 6 let, 85 dní   | Bulharská komunistická strana | 1953      | Červenkov     |
| 35     |                                | Anton Jugov 1904–1991     | 17. dubna 1956     | 19. listopadu 1962 | 6 let, 216 dní  | Bulharská komunistická strana | 1957      | Jugov I–III   |
| 36     |                                | Todor Živkov 1911–1998    | 19. listopadu 1962 | 7. července 1971   | 8 let, 230 dní  | Bulharská komunistická strana | 1962 1966 | Zhivkov I–II  |
| 37     |                                | Stanko Todorov 1920–1996  | 7. července 1971   | 16. června 1981    | 9 let, 344 dní  | Bulharská komunistická strana | 1971 1976 | Todorov I–II  |
| 38     |                                | Griša Filipov 1919–1994   | 16. června 1981    | 21. března 1986    | 4 roky, 278 dní | Bulharská komunistická strana | 1981      | Filipov       |
| 39     |                                | Georgi Atanasov 1933–2022 | 21. března 1986    | 3. února 1990      | 3 roky, 319 dní | Bulharská komunistická strana | 1986      | Atanasov      |
| 40     |                                | Andrej Lukanov 1938–1996  | 3. února 1990      | 15. listopadu 1990 | 285 dní         | Bulharská komunistická strana | —         | Lukanov I–II  |
| 40     | Bulharská socialistická strana | Andrej Lukanov 1938–1996  | 3. února 1990      | 15. listopadu 1990 | 285 dní         |                               | —         | Lukanov I–II  |

## Bulharská republika (od 1990)
| Pořadí | Portrét | Jméno (narození–úmrtí)   | Nástup do úřadu    | Odchod z úřadu    | Doba v úřadu    | Strana                              | Volby          | Vláda          |
| ------ | ------- | ------------------------ | ------------------ | ----------------- | --------------- | ----------------------------------- | -------------- | -------------- |
| (40)   |         | Andrej Lukanov 1938–1996 | 15. listopadu 1990 | 7. prosince 1990  | 22 dní          | Bulharská socialistická strana      | —              | Lukanov II     |
| 41     |         | Dimitar Popov 1927–2015  | 7. prosince 1990   | 8. listopadu 1991 | 336 dní         | nestraník                           | 1990           | Popov          |
| 42     |         | Filip Dimitrov * 1955    | 8. listopadu 1991  | 30. prosince 1992 | 1 rok, 52 dní   | Svaz demokratických sil             | 1991           | Dimitrov       |
| 43     |         | Ljuben Berov 1925–2006   | 30. prosince 1992  | 17. října 1994    | 1 rok, 291 dní  | nestraník                           | —              | Berov          |
| 44     |         | Reneta Indžovová * 1953  | 17. října 1994     | 25. ledna 1995    | 100 dní         | nestraník                           | —              | Indžovová      |
| 45     |         | Žan Videnov * 1959       | 25. ledna 1995     | 13. února 1997    | 2 roky, 19 dní  | Bulharská socialistická strana      | 1994           | Videnov        |
| 46     |         | Stefan Sofijanski * 1951 | 13. února 1997     | 21. května 1997   | 97 dní          | Svaz demokratických sil             | —              | Sofijanski     |
| 47     |         | Ivan Kostov * 1949       | 21. května 1997    | 24. července 2001 | 4 roky, 64 dní  | Svaz demokratických sil             | 1997           | Kostov         |
| 48     |         | Simeon II. * 1937        | 24. července 2001  | 17. srpna 2005    | 4 roky, 24 dní  | Národní hnutí za stabilitu a pokrok | 2001           | Simeon         |
| 49     |         | Sergej Stanišev * 1966   | 17. srpna 2005     | 27. července 2009 | 3 roky, 344 dní | Bulharská socialistická strana      | 2005           | Stanišev       |
| 50     |         | Bojko Borisov * 1959     | 27. července 2009  | 13. března 2013   | 3 roky, 229 dní | GERB                                | 2009           | Borisov I      |
| 51     |         | Marin Rajkov * 1960      | 13. března 2013    | 29. května 2013   | 77 dní          | nestraník                           | —              | Raykov         |
| 52     |         | Plamen Orešarski * 1960  | 29. května 2013    | 6. srpna 2014     | 1 rok, 69 dní   | nestraník                           | 2013           | Orešarski      |
| 53     |         | Georgi Bliznaški * 1956  | 6. srpna 2014      | 7. listopadu 2014 | 93 dní          | nestraník                           | —              | Bliznaški      |
| (50)   |         | Bojko Borisov * 1959     | 7. listopadu 2014  | 27. ledna 2017    | 2 rok, 81 dní   | GERB                                | 2014           | Borisov II     |
| 54     |         | Ognjan Gerdžikov * 1946  | 27. ledna 2017     | 4. května 2017    | 97 dní          | nestraník                           | —              | Gerdžikov      |
| (50)   |         | Bojko Borisov * 1959     | 4. května 2017     | 12. května 2021   | 4 roky, 8 dní   | GERB                                | 2017           | Borisov III    |
| 55     |         | Stefan Janev * 1960      | 12. května 2021    | 13. prosince 2021 | 215 dní         | nestraník                           | 2021 I 2021 II | Janev I-II     |
| 56     |         | Kiril Petkov * 1980      | 13. prosince 2021  | 1. srpna 2022     | 231 dní         | Pokračujeme ve změně                | 2021 III       | Petkov         |
| 57     |         | Galab Donev * 1967       | 2. srpna 2022      | 6. června 2023    | 308 dní         | nestraník                           | 2022           | Donev I-II     |
| 58     |         | Nikolaj Denkov * 1962    | 6. června 2023     | 9. dubna 2024     | 308 dní         | Pokračujeme ve změně                | 2023           | Denkov-Gabriel |
| 59     |         | Dimitar Glavčev * 1963   | 9. dubna 2024      | 16. ledna 2025    | 282             | nezávislý                           | —              | Glavčev        |
| 60     |         | Rosen Željazkov * 1968   | 16. ledna 2025     | úřadující         | 159 dní         | GERB                                | 2024           | Željazkov      |